# 西岸艺术中心
西岸艺术中心是位于上海市徐汇区龙腾大道2555号的一個美術館。美术馆原址为龙华机场上海飞机制造厂冲压车间，西岸艺术中心乃是在废旧厂房的基础上改建而成，目标为“打造上海艺术地标”。